# پادشاهی شمالی

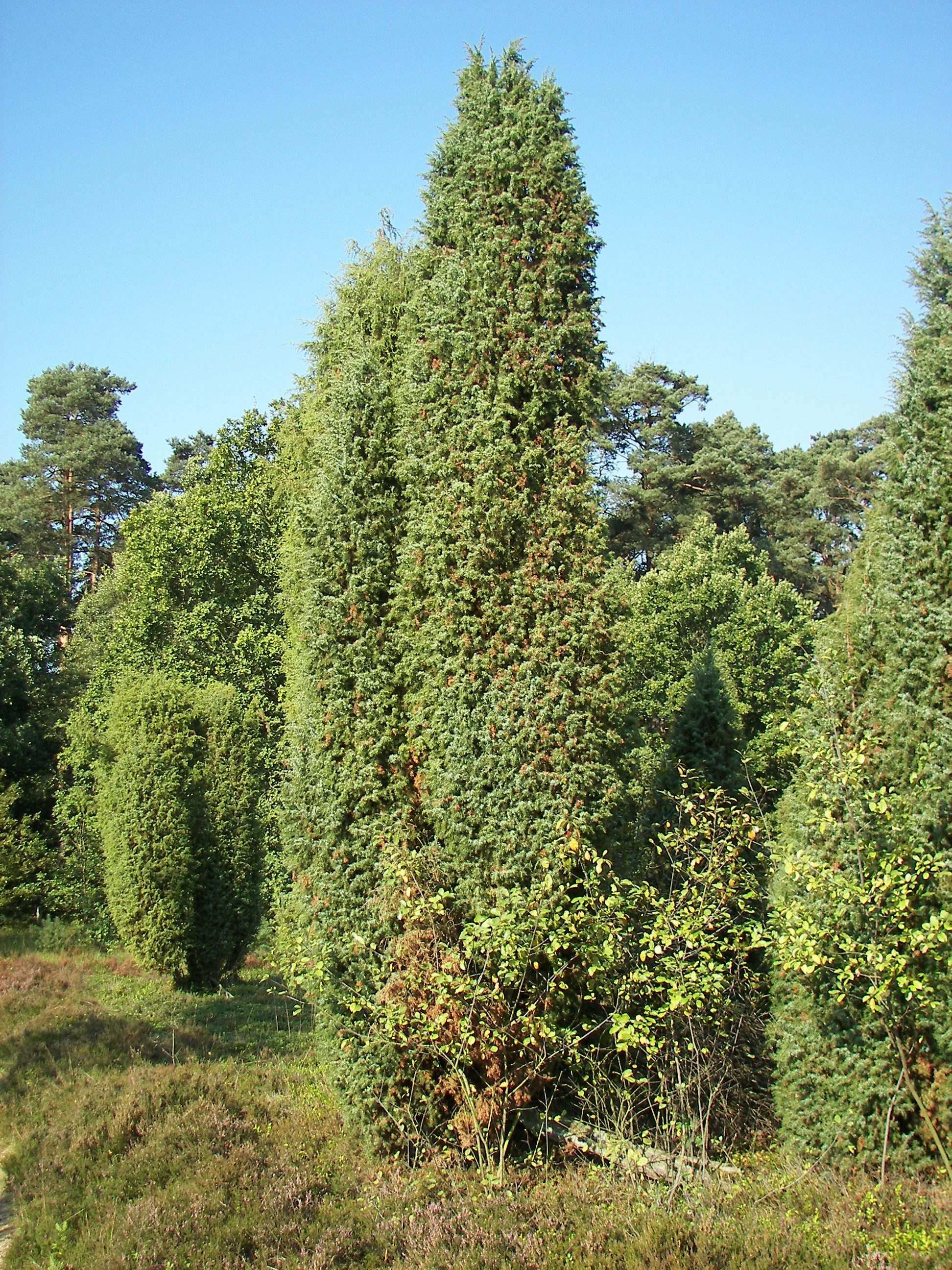
Juniperus communis در Lüneburg Heath در آلمان

پادشاهی شمالی (به انگلیسی: Boreal kingdom) یا پادشاهی همه‌شمالگان (به انگلیسی: Holarctic kingdom (Holarctis)) یک پادشاهی گیاگان است که شناسایی شده‌است. توسط گیاه‌شناس رونالد گود (و بعداً توسط آرمن تختاجان)، که شامل بخش‌های معتدل تا شمالگان آمریکای شمالی و اوراسیا است. گیاگان آن از ابرقاره باستانی لوراسیا به ارث رسیده‌است. با این حال، بخش‌هایی از پادشاهی گیاگانی (فلوریستیک) (و بیشتر منطقه پیرامون آن) در دوران پلیستوسن یخبندان شدند و در نتیجه دارای یک گیاگان بسیار جوان هستند. بقایای سنوزوئیک در بخش‌های جنوبی و کوهستانی پادشاهی، به‌ویژه در منطقه شرق آسیا و منطقه اقیانوس اطلس جنوب آمریکای شمالی پناه گرفتند.